# USS LST-756
O USS LST-756 foi um navio de guerra norte-americano da classe LST que operou durante a Segunda Guerra Mundial.